# Saint-Épiphane
Saint-Épiphane es un municipio canadiense situado en la provincia de Quebec.

## Superficie
Saint-Épiphane tiene una superficie de 82,85 km².

## Demografía
En 2021, tenía 836 habitantes, una densidad poblacional de 10,1 hab./km², y 390 viviendas.